# Fiachra Ó Ceallaigh
Fiachra Ó Ceallaigh OFM (* 18. August 1933 in Lios Uí Chathasaigh; † 29. Juli 2018 in Dublin) war ein römisch-katholischer Ordensgeistlicher und Weihbischof in Dublin.

## Leben
Fiachra Ó Ceallaigh trat 1953 in Killarney der Ordensgemeinschaft der Franziskaner bei und empfing nach seiner theologischen Ausbildung am 2. Juli 1961 in Rom die Priesterweihe. Er hatte verschiedene Ämter in der Ausbildung inne wie auch in seiner Ordensgemeinschaft. Er wurde 1987 zum Provinzial der Ordensprovinz Irland gewählt.
Papst Johannes Paul II. ernannte ihn am 7. Juni 1994 zum Weihbischof in Dublin und Titularbischof von Tres Tabernae. Der Erzbischof von Dublin, Desmond Connell, spendete ihm am 17. September desselben Jahres die Bischofsweihe; Mitkonsekratoren waren Emanuele Gerada, Apostolischer Nuntius in Irland, und Desmond A. Williams, Weihbischof in Dublin.
Am 17. September 2009 nahm Papst Benedikt XVI. sein altersbedingtes Rücktrittsgesuch an.